# Oriolus phaeochromus
Oriolus phaeochromus là một loài chim trong họ Oriolidae.